# Éditions Douro
Créées en 2016, par des professionnels de l’édition : une rédactrice-graphiste, une directrice commerciale de société et un ex-journaliste et éditeur de presse retraité, Antonio De Morais Cardoso, les activités des éditions Douro n’ont réellement démarré qu’au mois de juillet 2020, un report dû, notamment à la problématique de la distribution du livre en France et à la pandémie du Covid-19.

## Éditions
Le catalogue comprend 289 ouvrages publiés au 31 décembre 2024. L’objectif annuel programmé reste d’environ 65 à 70.
Le siège social est basé à Chaumont en Haute-Marne. Les auteurs publiés sont originaires ou résident en France et à l’étranger : Europe, Afrique ou sur le Continent américain.
La diffusion et la distribution sont assurées par Hachette Livre, notamment en France, Belgique, Luxembourg, Suisse, Canada…

## Ligne éditoriale
Les Éditions Douro ont pour objet la publication, à compte d’éditeur, de tous textes de littérature française et étrangère : romans populaires (policier, polar, romance, science-fiction), récits de voyage, essais, poésie, théâtre… Un Conseil éditorial hétéroclite composé de 14 membres est chargé de donner son avis motivé sur les soumissions de textes.

## Partenariats et associations
Membre de la FEDEI, Fédération des Éditions Indépendantes, de l’association d’éditeurs l’Autre Livre, de la SOFIA ; associé fondateur d’OPlibris.

## Les collections Douro
- « Poésie au présent »[5], dirigée par Philippe Bouret,
- « Présences d'écriture »[6], dirigée par Murielle Compère-Demarcy,
- « La Bleu-Turquin »[7], dirigée par Jacques Cauda,
- « D'Ici et d'ailleurs »[8], dirigée par Antonio Cardoso,
- « La diagonale de l'écrivain »[9], dirigée par Alain Marc,
- « Romance »[10], dirigée par Norma Alonzo,
- « Cour & Jardin »[11], dirigée par Jacques Cauda,
- « SF-Fantasy »[12], dirigée par François Prunier,
- « Interactions »[13], dirigée par François Prunier,
- « Littéralités »[14], dirigée par Norma Alonzo,
- « Résonances »[15], dirigée par Olivia-Jeanne Cohen, remplacée par Jacques Cauda à partir du 1er juillet 2025,

## Parmi les auteurs publiés
- Éliane Aubert-Colombani
- Andréas Becker
- Pascal Boulanger
- France Burghelle Rey
- Jacques Cauda
- Murielle Compère-Demarcy
- Josette Elayi
- Jean-Paul Gavard-Perret
- Philippe Guénin
- Jean-Claude Hauc
- Alain Jugnon
- Jean-Pierre Klein
- Louise Lambrichs
- Pierre Lepère
- Alain Marc
- Christina Mirjol
- Valéry Molet
- Philippe Pichon
- Jean-Marie Piemme
- Jean-Louis Poitevin
- Jean-Bernard Pouy
- François Prunier
- Paul Sanda
- Jean-Pierre Santini
- Jean Streff
- Jean-Michel Valade
- Paul Vecchiali.

## Prix Littéraires
- Prix de la découverte poétique Simone de Carfort (Fondation de France, Paris) et Coup de cœur des libraires indépendants, Livre Hebdo, avril 2023, pour Cieux défunts, ciels défaits, fragments de Philippe Pichon, coll. La Bleue-Turquin, Douro, préface de James Sacré, couverture de Jacques Cauda, 2023  (ISBN 978-2-38406-22-87).

- Prix de la Boétie 2025, pour Les Deux côtés de la mer de Carine Raphaëlle  (ISBN 978-2-38406-230-0).

## Principales participations à des évènements
- Foire du livre de Brive-la-Gaillarde, chaque année, depuis 2021
- Salons de l’Autre Livre, chaque année, depuis 2021
- Salons du livre de Chaumont, 2022, 2024
- Salon du livre du Touquet-Paris-Plage du 18 au 20 novembre 2022